# 森延彦
森 延彦（もり のぶひこ）は、日本の都市計画行政官、政治家。主に都市計画行政に従事。技術士（建設部門・都市及び地方計画）。2010年から2018年まで 静岡県田方郡函南町町長、美しい伊豆創造センター会長を務めた。

## 経歴
1969年、東京農業大学旧農学部造園学科（現・地域環境科学部造園科学科）を卒業する。同年静岡県庁に入り県技術吏員となる。1996年より静岡県ゆめ未来局国際園芸博準備室長を務めた。
以降は静岡県都市住宅部都市整備総室長を経て、財団法人静岡県総合管理公社に勤めた。
著書に『いま・まちを着る』（共著、地域科学研究会）、『アーバンデザイン行政の実践』（北土社）、『ダウンタウンの挑戦』（編著、静岡商工会議所）『都市計画と地方分権』（学芸出版会）など。